# Jean Ier de Frise orientale
Jean Ier Cirksena, né en 1506 et mort en 1572, coprince de Frise orientale, fut stathouder de Limbourg. Son père Edzard le Grand avait imposé le principe de primogéniture en Frise orientale, plaçant Jean dans l'ombre de son frère aîné Ennon II. Malgré son impétuosité, il resta fidèle à son frère et ne contesta jamais son autorité.
Contrairement à son père et à son frère, Jean était demeuré fidèle à la foi catholique. Il put ainsi, à la mort de son père, se mettre au service de l'empereur, mais retourna bientôt en Frise orientale apporter son appui à son frère Ennon au cours de la guerre frisonne. Il n'eut que peu d'influence sur une politique déjà chancelante et ne se signala lui-même guère par son habileté.
En 1538, Jean épousa Dorothée d'Autriche, fille naturelle de l'empereur Maximilien Ier. On dit en outre qu'il aurait conforté le comte Ennon dans son intention supposée de mettre la Frise Orientale sur le chemin d'une re-catholicisation ; mais avec la mort d’Ennon, en 1540, cette politique connut un coup d'arrêt subit : Jean se trouva désormais en conflit permanent avec la veuve d'Ennon, la comtesse Anne, qui entendait assurer la régence au nom de son neveu Edzard.
Mais en 1543, l'empereur Charles Quint se souvint que Jean s'était naguère mis à son service : il nomme le prince Cirksena stathouder du Duché de Limbourg et des trois Pays d'Outremeuse, c’est-à-dire le comté de Dalhem, le comté de Fauquemont et la seigneurie de Rolduc (ou Rode-le-Duc, Herzogenrath en allemand) dans les territoires actuels de la Belgique, d'Allemagne et des Pays-Bas. De plus, il est devenu le drossart du Château de Fauquemont. Ses descendants conservèrent pendant trois générations le château de Coldeborg en Rheiderland et recevaient pension des comtes de Frise orientale.